# Callynthrophora capensis
Callynthrophora capensis är en tvåvingeart som beskrevs av Ignaz Rudolph Schiner 1868. Callynthrophora capensis ingår i släktet Callynthrophora och familjen svävflugor. Inga underarter finns listade i Catalogue of Life.